# Любарец, Александр Николаевич
Александр Николаевич Любарец (24 марта 1958 — 18 июля 1993, Дубна, Московская область) — советский и российский авиаспортсмен, капитан сборной России по высшему пилотажу.
Двукратный чемпион Европы (1991, 1993), многократный призёр и победитель международных и национальных соревнований по высшему пилотажу. Заслуженный мастер спорта СССР.
18 июля 1993 года в Дубне звено Су-26 отрабатывало технику высшего пилотажа. При выполнении «бочки», ведущий группы Александр Любарец резко дернул машину в сторону и столкнулся с ведомым Виктором Смолиным. Самолет Любарца упал на землю.
На месте гибели летчика в Дубне установлен памятный камень.